# Palatul Corner Gheltof

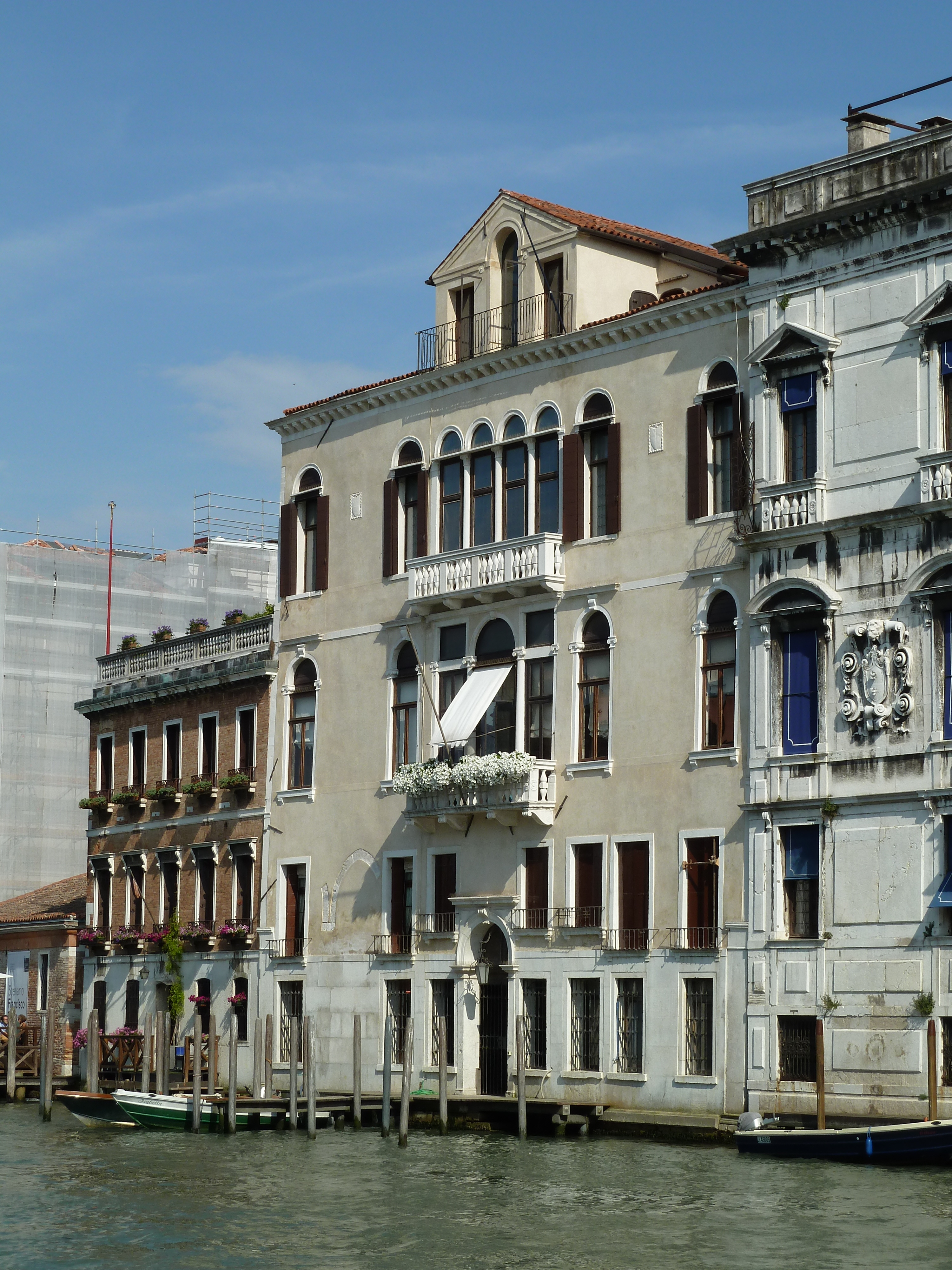
Faţada către Canal Grande.

Palatul Corner Gheltof este un edificiu civil din Veneția, situat în sestiere San Marco, cu vedere la partea stângă a Canal Grande și lângă complexul Mocenigo. 

## Istoric
Construit la o dată neidentificată, acest palat a fost parțial reconstruit în secolul al XVI-lea.

## Arhitectură
Palatul se caracterizează prin prezența a două fațade datând din perioade diferite. Partea din spate dă înspre o curte mare și prezintă încă elemente bizantine, inclusiv o vera da pozzo datând din secolele X-XI, parapeți cu balcoane arcuite și o scară acoperită. Fațada din față, datând din secolul al XVI-lea, este organizată în jurul unei axe centrale formate dintr-un portal către apă, o serliană și o deschidere cuadriforă înconjurată de numeroase ferestre monofore. La nivelul celui de-al doilea etaj sunt prezente două steme: nu pot fi identificate cu certitudine dacă sunt originale sau copii din secolul al XIX-lea. Frontonul principal se termină cu o mansardă.